# Lac Joncas
 (août 2010).
Si vous disposez d'ouvrages ou d'articles de référence ou si vous connaissez des sites web de qualité traitant du thème abordé ici, merci de compléter l'article en donnant les références utiles à sa vérifiabilité et en les liant à la section « Notes et références ».
Le lac Joncas est un plan d'eau situé sur le territoire non-organisé de Lac-Nilgaut, à 120 km au nord de Rapides-des-Joachims, Pontiac, Québec, Canada.